# 拙政园历史文化街区

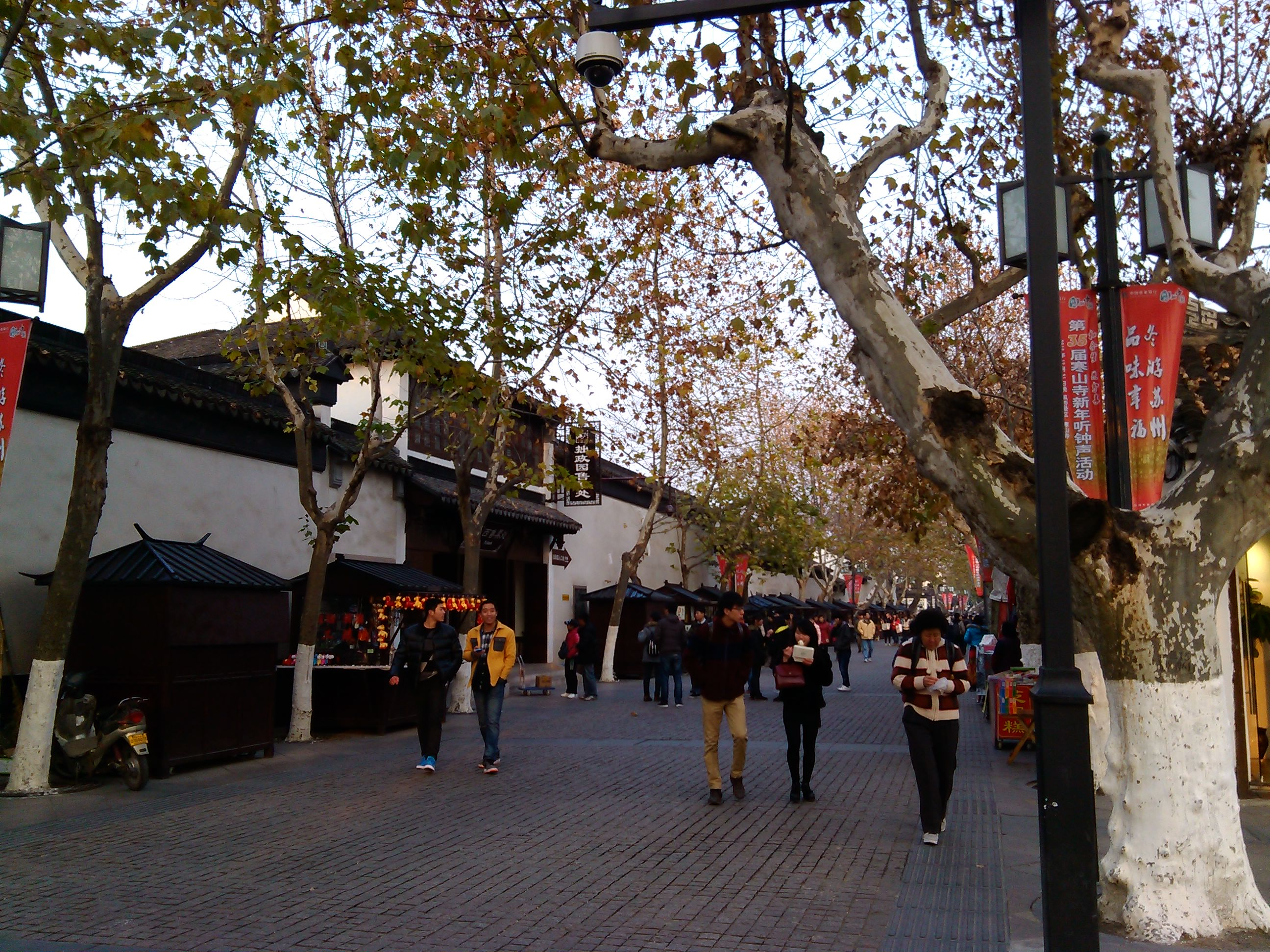
拙政园历史文化街区

拙政园历史文化街区是入选江苏省历史文化街区名单的苏州市城区的5个历史文化街区之一，位于苏州市姑苏区古城东北部。
根据苏州国家历史文化名城保护研究院的资料，拙政园历史文化街区的保护范围为：北到平家巷，东至拙政园东围墙、园林路，南到狮子林南围墙，西至齐门路、临顿路，面积12.16公顷。加上周围的建设控制地带，总用地面积31.59公顷。